# Championnats de France d'athlétisme en salle
Les Championnats de France d'athlétisme en salle sont organisés tous les ans par la Fédération française d'athlétisme (FFA) et consacrent les meilleurs athlètes français sur piste couverte. La première édition a eu lieu en 1972 à Grenoble.
En 2021, la cinquantième édition se déroule à huis clos, en raison de la pandémie de Covid-19.

## Éditions
| Édition | Date                   | Lieu     | Stade                                    |
| ------- | ---------------------- | -------- | ---------------------------------------- |
| 1972    | 12 et 13 février       | Grenoble |                                          |
| 1973    | 17 et 18 février       | Vittel   |                                          |
| 1974    | 16 et 17 février       | Vittel   |                                          |
| 1975    | 15 et 16 février       | Orléans  | Parc des expositions de la Motte Minsard |
| 1976    | 7 et 8 février         | Orléans  | Parc des expositions de la Motte Minsard |
| 1977    | 19 et 20 février       | Orléans  | Parc des expositions de la Motte Minsard |
| 1978    | 17 et 18 février       | Grenoble |                                          |
| 1979    | 3 et 4 février         | Paris    | INSEP                                    |
| 1980    | 9 et 10 février        | Paris    | INSEP                                    |
| 1981    | 7 et 8 février         | Grenoble |                                          |
| 1982    | 20 et 21 février       | Paris    | INSEP                                    |
| 1983    | 19 et 20 février       | Paris    | INSEP                                    |
| 1984    | 18 et 19 février       | Paris    | INSEP                                    |
| 1985    | 16 et 17 février       | Paris    | INSEP                                    |
| 1986    | 25 et 26 février       | Liévin   | Stade couvert régional                   |
| 1987    | 7 et 8 février         | Liévin   | Stade couvert régional                   |
| 1988    | 20 et 21 février       | Liévin   | Stade couvert régional                   |
| 1989    | 4 et 5 février         | Liévin   | Stade couvert régional                   |
| 1990    | 17 et 18 février       | Bordeaux |                                          |
| 1991    | 16 et 17 février       | Liévin   | Stade couvert régional                   |
| 1992    | 15 et 16 février       | Bordeaux |                                          |
| 1993    | 27 et 28 février       | Liévin   | Stade couvert régional                   |
| 1994    | 26 et 27 février       | Bordeaux | Stadium de Bordeaux-Lac                  |
| 1995    | 25 et 26 février       | Liévin   | Stade couvert régional                   |
| 1996    | 10 et 11 février       | Paris    | Palais omnisports de Paris-Bercy         |
| 1997    | 22 et 23 février       | Bordeaux | Stadium de Bordeaux-Lac                  |
| 1998    | 14 et 15 février       | Bordeaux | Stadium de Bordeaux-Lac                  |
| 1999    | 12 et 14 février       | Liévin   | Stade couvert régional                   |
| 2000    | 18 au 20 février       | Liévin   | Stade couvert régional                   |
| 2001    | 16 au 18 février       | Liévin   | Stade couvert régional                   |
| 2002    | 15 au 17 février       | Liévin   | Stade couvert régional                   |
| 2003    | 28 février au 2 mars   | Aubière  | Stadium Jean-Pellez                      |
| 2004    | 20 au 22 février       | Aubière  | Stadium Jean-Pellez                      |
| 2005    | 18 au 20 février       | Liévin   | Stade couvert régional                   |
| 2006    | 24 au 26 février       | Aubière  | Stadium Jean-Pellez                      |
| 2007    | 16 au 18 février       | Aubière  | Stadium Jean-Pellez                      |
| 2008    | 15 au 17 février       | Bordeaux | Stadium de Bordeaux-Lac                  |
| 2009    | 20 et 21 février       | Liévin   | Stade couvert régional                   |
| 2010    | 27 et 28 février       | Paris    | Palais omnisports de Paris-Bercy         |
| 2011    | 19 et 20 février       | Aubière  | Stadium Jean-Pellez                      |
| 2012    | 25 et 26 février       | Aubière  | Stadium Jean-Pellez                      |
| 2013    | 16 et 17 février       | Aubière  | Stadium Jean-Pellez                      |
| 2014    | 22 et 23 février       | Bordeaux | Stadium de Bordeaux-Lac                  |
| 2015    | 21 et 22 février       | Aubière  | Stadium Jean-Pellez                      |
| 2016    | 27 et 28 février       | Aubière  | Stadium Jean-Pellez                      |
| 2017    | 18 et 19 février       | Bordeaux | Stadium de Bordeaux-Lac                  |
| 2018    | 17 et 18 février       | Liévin   | Arena stade couvert                      |
| 2019    | 16 et 17 février       | Miramas  | Stadium Miramas Métropole                |
| 2020    | 29 février et 1er mars | Liévin   | Arena stade couvert                      |
| 2021    | 20 et 21 février       | Miramas  | Stadium Miramas Métropole                |
| 2022    | 26 et 27 février       | Miramas  | Stadium Miramas Métropole                |
| 2023    | 18 et 19 février       | Aubière  | Stadium Jean-Pellez                      |
| 2024    | 17 et 18 février       | Miramas  | Stadium Miramas Métropole                |
| 2025    | 22 et 23 février       | Miramas  | Stadium Miramas Métropole                |